# Кан-8
Кан 8-й кантон (фр. Canton de Caen-8) — упраздненный кантон во Франции, находился в регионе Нижняя Нормандия. Департамент кантона — Кальвадос. Входил в состав округа Кан. Население кантона на 2006 год составляло 18 851 человек.
Код INSEE кантона 1444. Всего в кантон Кан 8-й кантон входило 3 коммуны, из них главной коммуной являлась Кан.

## Коммуны кантона
- Флёри-сюр-Орн — население 4039 чел.
- Лувиньи — население 2531 чел.